# 天津英国领事署大楼
天津英国领事署大楼始建于1930年，是英国领事署在天津的办公大楼。选址在天津英租界的主要街道维多利亚道（今解放北路191-195号），作为天津租界时代留存下来的重要建筑之一，该建筑目前是一般保护等级历史风貌建筑。该建筑曾作为原英国驻天津领事馆。